# 10273 Katvolk
A 10273 Katvolk (ideiglenes jelöléssel (10273) 1981 ED14) a Naprendszer kisbolygóövében található aszteroida. Schelte J. Bus fedezte fel 1981. március 1-jén.

## Kapcsolódó szócikk
- Kisbolygók listája (10001–10500)